# Scaphytopius albolutescens
Scaphytopius albolutescens är en insektsart som beskrevs av Keti Maria Rocha Zanol 2000. Scaphytopius albolutescens ingår i släktet Scaphytopius och familjen dvärgstritar. Inga underarter finns listade i Catalogue of Life.